# 林田遼右
林田 遼右（はやしだ りょうすけ、1934年9月4日 - ）は、日本のフランス文学者、千葉大学名誉教授。

## 略歴
満洲生まれ。東京教育大学卒業、同大学院修士課程修了。愛知教育大学助教授、千葉大学文学部教授。2001年定年退官。ＮＨＫテレビ・ラジオのフランス語講師、パリ大学等の日本語科講師などを務める。

## 著書
- 『初めてのフランス語 15のエチュード』白水社 1976
- 『おぼえるための基本フランス単語1200』朝日出版社 1979.4
- 『林田フランス語教室』白水社 1980.3
- 『大学1年の仏和辞典』（編著）朝日出版社 1985.2
- 『ベランジェという詩人がいた フランス革命からブルボン復古王朝まで』新潮社 1994.2
- 『フランス語の扉』朝日出版社 1996.4
- 『フランス語を2ページで』4訂版-- 朝日出版社, 1996.4
- 『カリカチュアの世紀』白水社 1998.1
- 『林田遼右生きる知恵』日本放送出版協会  (NHKシリーズ)  2002-03
- 『パリ散歩』朝日出版社 2005.4

### 共著
- 『フランス語12カ月』高田勇,内海利朗共著 大学書林 1970
- 『行き先はフランス』土田知則共著 朝日出版社 1994.4

### 翻訳
- P.ガクソット『フランス人の歴史』全3巻  下野義朗、内海利朗共訳 みすず書房 1972-75
- 『フランス短編小説傑作集』少年少女世界の文学 9 暁教育図書 1978.8
- マスパン『灰色の谷の秘密』河盛好蔵共訳 福武文庫 1990.6
- アレクサンドル・デュマ『デュマの大料理事典』辻静雄,坂東三郎共編訳 岩波書店 2002.11